# K (тип підводних човнів США)
| ПЧ типу «K»                              | ПЧ типу «K»                                       | ПЧ типу «K»                                       |
| ---------------------------------------- | ------------------------------------------------- | ------------------------------------------------- |
| K-class submarine                        |                                                   |                                                   |
|                                          |                                                   |                                                   |
| Човен USS K-1 (SS-32) в морі у 1916 році |                                                   |                                                   |
| Під прапором                             | США                                               | США                                               |
| Спуск на воду                            | 19012-1914 рр (8 човнів)                          | 19012-1914 рр (8 човнів)                          |
| Виведений зі складу флоту                | 1923 р                                            | 1923 р                                            |
| Сучасний статус                          | утилізовані,                                      | утилізовані,                                      |
| Проєкт                                   |                                                   |                                                   |
| Основні характеристики                   |                                                   |                                                   |
| Швидкість (надводна)                     | 14 вузлів (26 км/год)                             | 14 вузлів (26 км/год)                             |
| Швидкість (підводна)                     | 10,5 вузлів (19,4 км/год)                         | 10,5 вузлів (19,4 км/год)                         |
| Гранична глибина занурення               | 61 м                                              | 61 м                                              |
| Екіпаж                                   | 28 осіб                                           | 28 осіб                                           |
| Розміри                                  |                                                   |                                                   |
| Довжина найбільша (по КВЛ)               | 46,81 м                                           | 46,81 м                                           |
| Ширина корпусу найб.                     | 5,08 м                                            | 5,08 м                                            |
| Середня осадка (по КВЛ)                  | 3,99 м                                            | 3,99 м                                            |
| Озброєння                                |                                                   |                                                   |
| Торпедно- мінне озброєння                | 4 носових ТА калібру 18 дюймів - 467 мм, 8 торпед | 4 носових ТА калібру 18 дюймів - 467 мм, 8 торпед |
| Зображення на Вікісховищі                |                                                   |                                                   |

Підводні човни типу К - вісім підводних  човнів у складі ВМС США  в  1914-1923 роках, в тому числі й у часи Першої світової війни. Вони були спроєктовані на Electric Boat. Човни  К-1, К-2, К-5 і К-6 були побудовані на верфі Fore River Shipyard в Quincy у штаті   Массачусетс,  човни K-3, K-7 і К-8 на верфі Union Iron Works в Сан-Франциско, а човен  К-4 на Moran Bros в Сіетлі у штаті   Вашингтон. Усі вони були виведені з експлуатації на консервацію в 1923 році і утилізавані у 1931 році, згідно Військово-морського Договору  в Лондоні.

## Історія
Човни K-1, К-2, К-5 і К-6 почали свою службу на Східному узбережжі США і були  переведені на Азорські острови в час Першої світової війни, де їх досвід виявився дуже цінним в адаптації майбутніх підводних човнів для надводних операцій в поганих погодних умовах. Інші чотири човни були розміщені на західному узбережжі на початку своєї служби, але були потім переведені в Кі-Уест, Флорида для навчання та патрулювання прибережних зон на початку 1918 року  Усі залишилися на Східному узбережжі після війни для іншої продовження служби.

## Конструкція
K-класу були схожі на їх попередники типу H, але були трохи більшими. У ці судна були включені деякі функції, призначені для збільшення надводної швидкості, які були стандартними на американських підводних човнів цієї епохи, в тому числі вони були оснащені маленьким вітрилом і обертовою кришкою над дулами торпедних апаратів. 

## Представники
Перші чотири човни були перейменовані у K-1 - K-4 17 листопада 1911 року.
- USS K-1 (SS-32) (USS Haddock)  був спущений на воду 19 березня 1912 року і введений в експлуатацію 3 вересня 1913 року. Виведений з експлуатації  7 березня 1923 і переданий на злам в 1931 році[1]
- USS K-2 (SS-33) (USS Cachalot) був спущений на воду 4 жовтня 1913 року  і введений в експлуатацію 31 січня 1914. Виведений з експлуатації 9 березня 1923 і переданий на злам в 1931 році[2]
- USS K-3 (SS-34) (USS Orca) був спущений на воду 14 березня 1914 року  і введений в експлуатацію 30 жовтня 1914. Виведений з експлуатації 20 лютого 1923 і переданий злам в 1931 році [3]
- USS K-4 (SS-35) (USS Walrus) був спущений на воду 19 березня 1914 року і введений в експлуатацію 24 жовтня 1914. Виведений з експлуатації на 19 травня 1923 і переданий на злам в 1931 році [4]
- USS K-5 (SS-36)  був спущений  на воду 17 березня 1914 року і введений в експлуатацію 22 серпня 1914. Виведений з експлуатації 20 лютого 1923 року і переданий на злам в 1931 році[5]
- USS K-6 (SS-37)  був спущений на воду 26 березня 1914року і введений в експлуатацію 9 вересня 1914. Виведений з експлуатації 21 травня 1923 і переданий злам в 1931 році [6]
- USS K-7 (SS-38) був спущений 20 червня 1914 року і введений в експлуатацію 1 грудня 1914. Виведений з експлуатації 12 лютого 1923 і переданий на злам в 1931 році.[7]
- USS K-8 (SS-39) був спущений на воду 11 липня 1914 року і введений в експлуатацію 1 грудня 1914. Виведений з експлуатації на 24 лютого 1923 і переданий на злам в 1931 році [8]